# الیویر (دهانه)
الیویر یک دهانه برخوردی در ماه‌ است.

## دهانه‌های اقماری
این دهانه ۲ دهانه اقماری دارد.
| Olivier | عرض جغرافیایی | طول جغرافیایی | قطر          |
| ------- | ------------- | ------------- | ------------ |
| Y       | ۶۱.۹° N       | ۱۳۶.۵° E      | ۴۷.۰ کیلومتر |
| N       | ۵۶.۷° N       | ۱۳۷.۱° E      | ۶۳.۰ کیلومتر |